# Trachusa
Trachusa is een geslacht van vliesvleugelige insecten van de familie Megachilidae.

## Soorten
- T. alamosana Thorp & Brooks, 1994
- T. aquiphila (Strand, 1912)
- T. atoyacae (Schwarz, 1933)
- T. autumnalis (Snelling, 1966)
- T. baluchistanica (Mavromoustakis, 1939)
- T. barkamensis (Wu, 1986)
- T. bequaerti (Schwarz, 1926)
- T. byssina

Grote harsbij (Panzer, 1798)
- T. carinata (Wu, 1962)
- T. catinula Brooks & Griswold, 1988
- T. cordaticeps (Michener, 1949)
- T. cornopes Wu, 2004
- T. corona Wu, 2004
- T. crassipes (Cresson, 1878)
- T. dorsalis (Lepeletier, 1841)
- T. dumerlei (Warncke, 1980)
- T. eburneomaculata Pasteels, 1984
- T. flavorufula Pasteels, 1969
- T. fontemvitae (Schwarz, 1926)
- T. forcipata (Morawitz, 1875)
- T. formosana (Friese, 1917)
- T. fulvopilosa Thorp & Brooks, 1994
- T. gummifera Thorp, 1963
- T. interdisciplinaris (Peters, 1972)
- T. interrupta (Fabricius, 1781)
- T. kashgarensis (Cockerell, 1911)
- T. laeviventris (Dours, 1873)
- T. larreae (Cockerell, 1897)
- T. laticeps (Morawitz, 1873)
- T. longicornis (Friese, 1902)
- T. ludingensis (Wu, 1992)
- T. maai (Mavromoustakis, 1953)
- T. manni Crawford, 1917
- T. massauahensis Pasteels, 1984

- T. mitchelli (Michener, 1948)
- T. muiri Mavromoustakis, 1936
- T. nigrifascies Thorp & Brooks, 1994
- T. notophila Thorp & Brooks, 1994
- T. occidentalis (Cresson, 1868)
- T. orientalis Pasteels, 1972
- T. ovata (Cameron, 1902)
- T. pectinata Brooks & Griswold, 1988
- T. pendleburyi (Cockerell, 1927)
- T. perdita Cockerell, 1904
- T. popovii (Wu, 1962)
- T. pubescens (Morawitz, 1872)
- T. pueblana Thorp & Brooks, 1994
- T. ridingsii (Cresson, 1878)
- T. rubopunctata (Wu, 1992)
- T. rufobalteata (Cameron, 1902)
- T. schoutedeni (Vachal, 1910)
- T. timberlakei (Schwarz, 1928)
- T. xylocopiformis (Mavromoustakis, 1954)
- T. yunnanensis (Wu, 1992)
- T. zebrata (Cresson, 1872)